# Paljevštica
Paljevštica (en serbe cyrillique : Паљевштица) est un village de Serbie situé dans la municipalité de Brus, district de Rasina. Au recensement de 2011, il comptait 33 habitants.

## Démographie
| 1948 | 1953 | 1961 | 1971 | 1981 | 1991 | 2002 | 2011 |
| ---- | ---- | ---- | ---- | ---- | ---- | ---- | ---- |
| 131  | 149  | 162  | 143  | 89   | 76   | 56   | 33   |

|  |